# Подводные лодки проекта 671 «Ёрш»
Подводные лодки проекта 671 «Ёрш» — серия советских торпедных атомных подводных лодок.
Подводные лодки проекта выпускались в Ленинграде, на заводе Адмиралтейские верфи. Рядом с этим заводом планируется установка памятника подводной лодке.

## История создания
3 ноября 1959 года было утверждено техническое задание на новую торпедную атомную субмарину водоизмещением 2 000 тонн и глубиной погружения не менее 300 м. Особо в задании оговаривались габариты гидроакустического комплекса, которым планировали оснащать лодки. Главным конструктором проекта стал Г. Н. Чернышев, выпускник Николаевского кораблестроительного института (1942) года.
В основу нового проекта подводных лодок были положены:
- одновальная ЯСУ, обеспечивающая высокий КПД гребного винта и его минимальную шумность;
- форма корпуса в виде тела вращения;
- увеличенный диаметр прочного корпуса и размещение в одном отсеке паротурбинной установки (ПТУ) с автономными турбогенераторами (АТГ);
- совмещение торпедного и жилого отсеков в одном.

## Модификации
- Модификация 671В: оснащение подводных лодок помимо традиционных торпед ракетно-торпедным комплексом «Вьюга»[2]. Было построено три корабля, все они перешли на Тихоокеанский флот.
- Модификация 671К: установка ракетного комплекса с крылатыми ракетами большой дальности C-10 «Гранат» (SS-N-21)[2].
- Модификация 671М: установка оборудования для стрельбы телеуправляемыми торпедами ТЭСТ-70[2].

Дальнейшее развитие проекта:
- Модификация 671РТ «Сёмга»: замена двух торпедных аппаратов 533 мм на 650 мм, установка дизель-генератора увеличенной мощности, значительное снижение шумности, оснащение ракето-торпедами. Увеличенные габариты привели к некоторому снижению скорости.
- Модификация 671РТМ «Щука»: модернизация радиоэлектронного вооружения и проведение мероприятий по понижению шумности (в том числе замена одного семилопастного винта двумя четырехлопастными), врезка цилиндрической вставки в корпус лодки для размещения нового оборудования и вооружения[3].
- Модификация 671РТМК: модификация 671РТМ, с установленной системой СОКС (Система Обнаружения Кильватерного Следа), наличие которой является главным, визуальным отличительным признаком, с оснащением крылатыми ракетами «Гранат» с дальностью действия до 3000 км[3].

## Представители
| Тактический номер                        | Заводской номер           | Даты                      | Даты                      | Даты                      | Мод.                      | Списание                  | Статус                    |
| Тактический номер                        | Заводской номер           | Закладка                  | Спуск на воду             | Ввод в строй              | Мод.                      | Списание                  | Статус                    |
| Ново-Адмиралтейский завод                | Ново-Адмиралтейский завод | Ново-Адмиралтейский завод | Ново-Адмиралтейский завод | Ново-Адмиралтейский завод | Ново-Адмиралтейский завод | Ново-Адмиралтейский завод | Ново-Адмиралтейский завод |
| ---------------------------------------- | ------------------------- | ------------------------- | ------------------------- | ------------------------- | ------------------------- | ------------------------- | ------------------------- |
| К-38                                     | 600                       | 12.04.1963                | 28.07.1966                | 05.11.1967                |                           | 1991                      | Утилизирована 2005        |
| К-69                                     | 601                       | 31.01.1964                | 22.12.1967                | 06.11.1968                |                           | 1991                      | Утилизирована 2007        |
| К-147                                    | 602                       | 16.09.1964                | 17.06.1968                | 25.12.1968                |                           | 1997                      | Утилизирована 2008        |
| К-53                                     | 603                       | 16.12.1964                | 15.03.1969                | 30.09.1969                |                           | 1993                      | Утилизирована 2004        |
| К-306                                    | 604                       | 20.03.1968                | 04.06.1969                | 04.12.1969                |                           | 1991                      | Утилизирована 2009        |
| К-323 «50 лет СССР»                      | 605                       | 05.07.1968                | 14.03.1970                | 29.10.1970                | К (1984)                  | 1993                      | Утилизирована 2006        |
| К-370                                    | 606                       | 19.04.1969                | 26.06.1970                | 04.12.1971                |                           | 1993                      | Утилизирована 2006        |
| К-438                                    | 608                       | 13.06.1969                | 23.03.1971                | 15.10.1971                |                           | 1995                      | Утилизирована 2005        |
| К-367                                    | 609                       | 14.04.1970                | 02.07.1971                | 05.12.1971                |                           | 1994                      | Утилизирована 2006        |
| К-314                                    | 610                       | 05.09.1970                | 28.03.1972                | 06.11.1972                | В                         | 1989                      | Утилизирована 2011        |
| К-398                                    | 611                       | 22.04.1971                | 02.08.1972                | 15.12.1972                | М                         | 1995                      | Утилизирована 2004        |
| К-454                                    | 612                       | 24.07.1971                | 05.05.1973                | 30.09.1973                | В                         | 1994                      | Утилизирована 2006        |
| Ленинградское Адмиралтейское объединение |                           |                           |                           |                           |                           |                           |                           |
| К-462                                    | 01613                     | 03.07.1972                | 01.09.1973                | 30.12.1973                |                           | 1993                      | Утилизирована 200?        |
| К-469                                    | 01614                     | 05.09.1973                | 10.06.1974                | 04.09.1974                | В                         | 1993                      | Утилизирована 2008        |
| К-481                                    | 01615                     | 27.09.1973                | 08.09.1974                | 27.12.1974                | М                         | 1992                      | Утилизирована 2002        |